# World RX de Alemania 2014
El World RX de Alemania 2014, oficialmente red kiwi Rallycross of Germany fue la novena prueba de la Temporada 2014 del Campeonato Mundial de Rallycross. Se celebró del 23 al 24 de septiembre de 2014 en el Estering ubicado en la ciudad de Buxtehude, Baja Sajonia, Alemania.
La prueba fue ganada por Petter Solberg quien consiguió su cuarta victoria de la temporada a bordo de su Citroën DS3, Mattias Ekström término en segundo lugar en su Audi S1 y Robin Larsson finalizó tercero con su Audi A1.

## Series
| Pos.            | No. | Piloto               | Equipo                          | Auto                | H1   | H2   | H3   | H4   | Pts |
| --------------- | --- | -------------------- | ------------------------------- | ------------------- | ---- | ---- | ---- | ---- | --- |
| 1               | 1   | Timur Timerzyanov    | Team Peugeot-Hansen             | Peugeot 208 T16     | 4.º  | 2.º  | 5.º  | 6.º  | 16  |
| 2               | 10  | Mattias Ekström      | EKS RX                          | Audi S1             | 12.º | 1.º  | 2.º  | 10.º | 15  |
| 3               | 3   | Timmy Hansen         | Team Peugeot-Hansen             | Peugeot 208 T16     | 10.º | 8.º  | 3.º  | 5.º  | 14  |
| 4               | 4   | Robin Larsson        | Larsson Jernberg Motorsport     | Audi A1             | 1.º  | 25.º | 4.º  | 9.º  | 13  |
| 5               | 11  | Petter Solberg       | PSRX                            | Citroën DS3         | 2.º  | 3.º  | 32.º | 3.º  | 12  |
| 6               | 53  | Johan Kristoffersson | Volkswagen Dealer Team KMS      | Volkswagen Polo     | 8.º  | 15.º | 24.º | 1.º  | 11  |
| 7               | 5   | Pontus Tidemand      | EKS RX                          | Audi S1             | 16.º | 6.º  | 26.º | 2.º  | 10  |
| 8               | 57  | Toomas Heikkinen     | Marklund Motorsport             | Volkswagen Polo     | 6.º  | 10.º | 8.º  | 28.º | 9   |
| 9               | 8   | Peter Hedström       | Hedströms Motorsport            | Škoda Fabia         | 9.º  | 13.º | 7.º  | 24.º | 8   |
| 10              | 24  | Tommy Rustad         | HTB Racing                      | Volvo C30           | 7.º  | 5.º  | 31.º | 11.º | 7   |
| 11              | 13  | Andreas Bakkerud     | Olsbergs MSE                    | Ford Fiesta ST      | DNF  | 12.º | 1.º  | 8.º  | 6   |
| 12              | 14  | Frode Holte          | Frode Holte Motorsport          | Ford Focus          | 11.º | 7.º  | 35.º | 7.º  | 5   |
| 13              | 100 | Per-Gunnar Andersson | Per-Gunnar Andersson            | Škoda Fabia         | 19.º | 9.º  | 9.º  | 23.º | 4   |
| 14              | 74  | Jérôme Grosset-Janin | Jérôme Grosset-Janin            | Renault Clio        | 14.º | 16.º | 27.º | 4.º  | 3   |
| 15              | 88  | Henning Solberg      | Monster Energy World RX         | Citroën DS3         | 3.º  | 11.º | 6.º  | DNF  | 2   |
| 16              | 15  | Reinis Nitišs        | Olsbergs MSE                    | Ford Fiesta ST      | 5.º  | 14.º | 33.º | 17.º | 1   |
| 17              | 92  | Anton Marklund       | Marklund Motorsport             | Volkswagen Polo     | 32.º | 4.º  | 13.º | 21.º |     |
| 18              | 30  | Morten Bergminrud    | Morten Bergminrud               | Citroën C4          | 17.º | 17.º | 11.º | 26.º |     |
| 19              | 90  | Ronny Wechselberger  | Marklund Motorsport             | Volkswagen Polo     | 13.º | 19.º | 15.º | 29.º |     |
| 20              | 66  | Derek Tohill         | LD Motorsports World RX         | Citroën DS3         | 23.º | 27.º | 19.º | 12.º |     |
| 21              | 36  | Stein Egil Jenssen   | Stein Egil Jenssen              | Ford Focus          | 15.º | 31.º | 23.º | 13º  |     |
| 22              | 48  | Lukas Walfridson     | Helmia Motorsport               | Renault Clio        | 20.º | 30.º | 18.º | 14.º |     |
| 23              | 27  | Davy Jeanney         | Monster Energy World RX         | Citroën DS3         | 22.º | 33.º | 17.º | 16.º |     |
| 24              | 22  | Koen Pauwels         | Koen Pauwels                    | Ford Focus          | 25.º | 22.º | 14.º | 27.º |     |
| 25              | 99  | Tord Linnerud        | Helmia Motorsport               | Renault Clio        | 29.º | 18.º | 12.º | 31.º |     |
| 26              | 91  | Guttorm Lindefjell   | DWC Racing                      | Volvo C30           | DNF  | 20.º | 10.º | 25.º |     |
| 27              | 7   | Emil Öhman           | Öhman Racing                    | Citroën DS3         | 33.º | 29.º | 21.º | 15.º |     |
| 28              | 95  | Simone Romagna       | PSRX                            | Citroën DS3         | 21.º | 24.º | 16.º | DNF  |     |
| 29              | 17  | Mats Öhman           | Öhman Racing                    | Citroën DS3         | 36.º | 26.º | 20.º | 22.º |     |
| 30              | 101 | Per Eklund           | Eklund Motorsport               | Saab 9-3            | 18.º | 28.º | DNF  | 20.º |     |
| 31              | 26  | Andy Scott           | Albatec Racing                  | Peugeot 208         | 30.º | 21.º | DNF  | 18.º |     |
| 32              | 49  | René Münnich         | All-Inkl.com Münnich Motorsport | Audi S3             | DNF  | DNF  | 22.º | 19.º |     |
| 33              | 69  | Jochen Coox          | OTRT                            | Volkswagen Scirocco | 31.º | 23.º | 30.º | DNF  |     |
| 34              | 54  | Jos Jansen           | JJ Racing                       | Ford Focus          | 24.º | DNF  | 28.º | DNF  |     |
| 35              | 47  | Ramona Karlsson      | Albatec Racing                  | Peugeot 208         | 26º  | EXC  | 25º  | DNF  |     |
| 36              | 21  | Bohdan Ludwiczak     | Now or Never                    | Ford Fiesta         | 37.º | 35.º | 34.º | 32.º |     |
| 37              | 38  | Bernd Schomaker      | Bernd Schomaker                 | Škoda Fabia         | 27.º | 32.º | DNF  | DNS  |     |
| 38              | 86  | Jörg Jockel          | ACN Buxtehude                   | Ford Focus          | 34.º | DNF  | DNF  | 30.º |     |
| 39              | 35  | Ole Håbjørg          | Ole Håbjørg                     | Renault Clio        | 35.º | 34.º | DNF  | DNS  |     |
| 40              | 29  | Dennis Rømer         | Dennis Rømer                    | SEAT Córdoba        | DNF  | DNS  | 29.º | DNF  |     |
| 41              | 6   | Alexandre Theuil     | Alexandre Theuil                | Citroën DS3         | 28.º | DNF  | DNS  | DNS  |     |
| Reporte Oficial |     |                      |                                 |                     |      |      |      |      |     |

## Semifinales
Semifinal 1
| Pos.            | No. | Piloto            | Equipo               | Tiempo   | Pts |
| --------------- | --- | ----------------- | -------------------- | -------- | --- |
| 1               | 11  | Petter Solberg    | PSRX                 | 3:53.385 | 6   |
| 2               | 5   | Pontus Tidemand   | EKS RX               | +2.717   | 5   |
| 3               | 3   | Timmy Hansen      | Team Peugeot-Hansen  | +3.881   | 4   |
| 4               | 13  | Andreas Bakkerud  | Olsbergs MSE         | +5.261   | 3   |
| 5               | 8   | Peter Hedström    | Hedströms Motorsport | +6.814   | 2   |
| 6               | 1   | Timur Timerzyanov | Team Peugeot-Hansen  | +8.049   | 1   |
| Reporte Oficial |     |                   |                      |          |     |

Semifinal 2
| Pos.            | No. | Piloto               | Equipo                      | Tiempo     | Pts |
| --------------- | --- | -------------------- | --------------------------- | ---------- | --- |
| 1               | 4   | Robin Larsson        | Larsson Jernberg Motorsport | 3:55.106   | 6   |
| 2               | 10  | Mattias Ekström      | EKS RX                      | +2.283     | 5   |
| 3               | 57  | Toomas Heikkinen     | Marklund Motorsport         | +2.917     | 4   |
| 4               | 24  | Tommy Rustad         | HTB Racing                  | +7.263     | 3   |
| 5               | 14  | Frode Holte          | Frode Holte Motorsport      | +8.611     | 2   |
| 6               | 53  | Johan Kristoffersson | Volkswagen Dealer Team KMS  | +4 Vueltas | 1   |
| Reporte Oficial |     |                      |                             |            |     |

## Final
| Pos.            | No. | Piloto           | Equipo                      | Tiempo   | Pts |
| --------------- | --- | ---------------- | --------------------------- | -------- | --- |
| 1               | 11  | Petter Solberg   | PSRX                        | 3:52.115 | 8   |
| 2               | 10  | Mattias Ekström  | EKS RX                      | +0.005   | 5   |
| 3               | 4   | Robin Larsson    | Larsson Jernberg Motorsport | +2.354   | 4   |
| 4               | 5   | Pontus Tidemand  | EKS RX                      | +3.669   | 3   |
| 5               | 57  | Toomas Heikkinen | Marklund Motorsport         | +4.150   | 2   |
| 6               | 3   | Timmy Hansen     | Team Peugeot-Hansen         | +5.423   | 1   |
| Reporte Oficial |     |                  |                             |          |     |